# ريهام نبيل
ريهام نبيل (22 فبراير 1988) ممثلة مصرية ولدت في مدينة القاهرة في مصر درست بكلية السياحة والفنادق، بدأت العمل في الدراما التليفزيونية منذ عام 2009، ومن أشهر المسلسلات التي شاركت بها: العيادة، فرقة ناجي عطا الله، الزوجة الرابعة، المنتقم.

## أعمالها
- ورا كل باب ج 2 (2021)

## روابط خارجية
- ريهام نبيل على موقع الدهليز
- ريهام نبيل على موقع قاعدة بيانات الأفلام العربية